# Hugh Wilfrid John Cairns Viscount Garmoyle
Hugh Wilfrid John Cairns Viscount Garmoyle, britanski general, * 1907, † 1942.